# José Miró y Anoria
José Miró y Anoria (Cádiz, 25 de julio de 1815-Sevilla, 12 de octubre de 1878) fue un compositor, pianista y profesor de música español.

## Biografía
Nació en Cádiz en 1815, en el seno de una familia acomodada. Se mudó con su familia a Sevilla, donde se le encargó su educación a Eugenio Gómez Carrión, organista de la catedral. «Los progresos que hizo Miró bajo tan hábil dirección fueron tan rápidos que quedó instruido competentemente, tanto en el piano como en el contrapunto», asegura Baltasar Saldoni en su Diccionario biográfico-bibliográfico de efemérides de músicos españoles. Fallecido su padre, y aún con intención de hacerse un nombre en el mundo de la música, marchó a París, donde, bajo la dirección de Friedrich Kalkbrenner, aprendió y tuvo la oportunidad de encontrarse con pianistas como Hummel, Bertini, Herz, Chopin y Döhler, entre otros. En la capital francesa en invierno, y también en otras ciudades de Francia, Bélgica e Inglaterra durante la temporada estival, celebró numerosos conciertos.
Volvió a España, donde dio a conocer la obra de Thalberg, que alternaba con obras suyas. Concedió por aquella época conciertos en la Academia Filarmónica Matritense, en el liceo y en el instituto, que le merecieron la condecoración con la Real Orden de Isabel la Católica. Personalidades del ámbito de la música como Pedro Albéniz lo prodigaron en la prensa de la corte con elogios.
Después de haber recorrido las principales ciudades de España, pasó a Lisboa, donde ofreció cuatro conciertos en el Teatro Nacional de San Carlos. En 1843 se trasladó a los Estados Unidos, y visitó escenarios de Nueva York, Filadelfia y Boston. De allí pasó a La Habana, y ofreció diez conciertos en el espacio de un mes, con un «éxito extraordinario como jamás artista alguno lo había obtenido», según Saldoni. Se decidió a quedarse en La Habana, donde se encargó de la dirección del liceo artístico y literario de aquella ciudad, cuyo cargo compaginó con la enseñanza, hasta que en 1850 volvió a París con el objetivo de establecerse de nuevo en aquella capital.
En 1854, cuando estaba de paso por Madrid para ver a su familia, se le ofreció un puesto de profesor de piano en el Real Conservatorio de Música y Declamación, y decidió quedarse a vivir definitivamente allí. Entre sus alumnos, se cuentan figuras como las de José Pinilla y Pascual, Antonio del Valle, Rosario Vicent y Arizmendi, Adelaida Ramírez y Maroto, Enrique Barrera y Gómez, Luis Mondéjar y Brocal y Rafael Taboada y Mantilla.
Miró compuso un gran número de obras para piano, si bien muchas de ellas no llegaron a publicarse. En 1856, confeccionó un método para piano que fue aprobado y adoptado como obra de texto para las clases del conservatorio. Falleció en Sevilla el 12 de octubre de 1878.